# Centruroides noxius
El escorpión o alacrán de Nayarit (Centruroides noxius) es una especie de escorpión de la familia Buthidae originario de México, pero no se sabe mucho acerca de cómo llegó hasta Chile y a otros países. Es considerado como extremadamente peligroso en cuanto a su veneno, aunque gente con experiencia en estos animales o que sabe cómo manipularlas correctamente no tiene tantos riesgos como una persona que recién se integra con ellas. 
Estos escorpiones tienen la particularidad de presentar plasticidad fenotípica de acuerdo al hábitat.

## Origen
El escorpión de Nayarit es de origen mexicano (de los estados de Jalisco y Nayarit), aunque su área de distribución se ha extendido a otros países por medios artificiales. 
En la naturaleza vive en lugares cálidos y con humedad relativamente pobre. Es de hábitos crepusculares, es decir, sale de sus escondites a primeras horas de la mañana y a últimas horas de la tarde a alimentarse, para descansar se ocultan bajo las rocas o en grietas de la pared o con poca frecuencia en aberturas de los árboles.

## Alimentación
Estos escorpiones de tamaño pequeño se alimentan de pequeños invertebrados o incluso crías de pequeños roedores que nacen sin pelo e indefensas (pinkies) dependiendo del tamaño de esta. Aunque lo más habitual es que sean alimentadas con grillos, arañas, escarabajos, etc. Se pueden alimentar cada 2-3 días dependiendo de la calidad nutritiva de los alimentos y de la edad del escorpión (los jóvenes comerán mucho más que los adultos, dado que el metabolismo de los primeras es más rápido y deben crecer rápido también).

## Enfermedades
Son escorpiones resistentes en cuanto a la salud, por lo tanto no presentan casi patología alguna. Si llegase a presentar es muy probable que éstas se encuentren asociadas al estrés o a una alimentación inadecuada.

## Crianza
La reproducción de las escorpiones de Nayarit es fácil, se requiere una temperatura de entre 19-22 °C con una humedad relativa de entre el 65%-70%. El apareamiento es muy curioso y vale la pena presenciarlo, dura alrededor de unos 10 minutos: el macho controla a la hembra con sus pinzas y evita ser aguijoneado controlando a su vez el aguijón de la hembra con su propia cola, aunque normalmente termina bien y sin problemas el apareamiento; el poco dimorfismo sexual en los ejemplares adultos hace algo difícil de determinar. La madurez sexual ocurre cuando llegan a la edad de entre 8-11 meses de edad, los escorpiones son animales ovovivíparos por lo tanto la gestación en este caso de la hembra es de unos 4-5 meses y el número de crías es de entre 30-60. Las crías se independizan luego de 2-3 semanas de haber nacido. Es usual que las crías que tardan mucho en independizarse sean consumidos por su propia madre, la cual pierde ya su instinto materno, conviene en aquel caso poner a las crías ya independizadas en un terrario aparte de los ejemplares adultos. Los pequeños al independizarse ya han absorbido su saco vitelino y se pueden alimentar de presas pequeñas como microgrillos, moscas pequeñas, entre otros que pueden cazar ya sin problema alguno.

## Alojamiento
Necesitan un terrario de 30 × 15 × 25 (largo, alto, ancho) para 3-4 escorpiones como mínimo. Necesitan accesorios tales como trozos de tronco curvados, piedras, entre otros para proporcionarle suficientes escondites durante sus períodos de descanso hasta que salga a cazar (hablamos de animales sensibles al estrés).

## Comportamiento
Se trata de escorpiones que tienen un carácter agresivo y a la vez tímido, pero son de fácil aclimatación y sus cuidados son básicos y económicos. Pueden vivir sin problemas en comunidad. Su esperanza de vida es de 15-18 años, aunque en algunos casos pueden llegar hasta superar los 25 años, pero estas son excepciones que dependen de muchísimos factores.

## Variedades
Las variaciones son a nivel cromático, de hecho, se trata de casos de plasticidad fenotípicas en estos escorpiones (verde esmeralda, negro, rojo y amarillo ocre).